# Yakov Drobnis
Yakov Naumovitch Drobnis (en russe : Яков Наумович Дробнис), né le 6 mars 1890 et mort le 1er février 1937, est un révolutionnaire bolchevik, membre de l'opposition de gauche, partisan de Trotski, accusé lors des Procès de Moscou et victime des Grandes Purges.

## Jeunesse
Drobnis nait à Hloukhiv, dans l'Oblast de Tchernihiv, au sein de la zone de résidence juive d'Ukraine. Né dans une famille de cordonniers, il devient apprenti après l'école primaire, mais s'enfuit à Astrakhan à 13 ans. Les juifs étant interdits dans cette ville, il en est expulsé et renvoyé à Hloukhiv. Il rencontre alors un autre cordonnier juif, expulsé de Bakou, qui l'introduit au sein d'un groupe révolutionnaire clandestin. Il adhère en 1906 à la section d'Hloukhiv du POSDR. Il est arrêté peu après en raison de sa participation à une grève, ce qui le conduit en prison pour six semaines. Il se fait à nouveau incarcérer en janvier 1908 en raison de son appartenance au POSDR. Cette fois, il est détenu 10 mois en l'attente de son procès et est condamné à 5 ans de prison. À sa libération, il part à Vilnius, où il est une fois de plus arrêté en janvier 1905, et déporté à Poltava, où il rejoint la section locale du parti bolchévique.

## Révolution russe
Après la Révolution de Février, Drobnis est élu à la douma de Poltava et aide à constituer le soviet de Poltava. Le soviet est cependant dissous par les nationalistes ukrainiens, qui l'arrêtent et le menacent d'exécution, il est néanmoins libéré après l'intervention de la douma de Poltava. En 1918, après la révolution bolchévique, il fonde et est élu au Comité central du Parti communiste d'Ukraine. Peu de temps après, il est arrêté par le gouvernement de Symon Petlioura contre lequel il organisait une guérilla. Il est condamné à être fusillé, mais parvient à s'enfuir au prix d'une blessure qui le force à se cacher en l'attente de l'armée rouge. Il est ensuite à nouveau blessé et capturé par les blancs de Dénikine, mais parvient à nouveau à s'enfuir. 
Drobnis devient de 1920 à 1922 le président du soviet de Poltava. Durant cette période il est capturé par des bandits qui le retiennent en otage jusqu'à ce que l'armée rouge parvienne à le libérer. Il soutient à cette époque le groupe Centralisme Démocratique, mené par Timofeï Sapronov et Vladimir Smirnov. Cependant, il est expulsé d'Ukraine en 1922 en raison de son soutien au groupe, et travaille alors successivement au sein de la Commission administrative et de celle des finances jusqu'en 1927.
Drobnis signe en 1923 la déclaration des 46, qui marque la fondation de l'Opposition de gauche après la mort de Lénine, face à la menace grandissante de la bureaucratie et de l'aile droite du parti. Drobnis est expulsé du parti en 1927, puis déporté en Sibérie en 1929. Cependant, il renonce en 1930 à son soutien à l'opposition et est réintégré dans le parti.

## Arrestation et exécution
Drobnis est à nouveau arrêté le 6 août 1936. Le 23 septembre une explosion survient dans une mine de Kemerovo, non loin de là où il était employé. Malgré le fait qu'il s'agissait très certainement d'un accident, le NKVD force Drobnis à avouer qu'il est un des planificateurs de l'explosion. Il est amené en tant que témoin au procès du directeur et de huit employés de la mine, qui à lieu à Novossibirsk du 19 au 22 novembre. Il apparait en 1937 comme un des principaux accusés du second procès de Moscou, aux côtés notamment de Gueorgui Piatakov, Mikhaïl Bogouslavski et Karl Radek. Il confesse alors avoir organisé l'explosion sous les ordres de Trotski et déclare : "Si, après m'avoir soumis à une épreuve sévère, vous me permettez d'éviter une mort honteuse et de retourner à la classe dont je suis issu, je considèrerais ma tâche comme le plus grand de mes devoirs. Afin d'honorer votre clémence". Il est condamné à mort le 30 janvier 1937 et fusillé deux jours plus tard.
Il est réhabilité à titre posthume par le gouvernement soviétique en 1988.